# The Sketch Book of Geoffrey Crayon, Gent.
The Sketch Book of Geoffrey Crayon, Gent., auf Deutsch erschienen als Das Skizzenbuch, ist eine 1819–20 erschienene Sammlung von kurzen Prosatexten – sketches, also „Skizzen“ –  des amerikanischen Schriftstellers Washington Irving. Besondere Bedeutung für die Literaturgeschichte hat das Skizzenbuch, da darin mit Rip Van Winkle, The Legend of Sleepy Hollow und The Spectre Bridegroom drei Erzählungen enthalten sind, die gemeinhin als erste Kurzgeschichten der amerikanischen Literatur gelten.

## Publikation

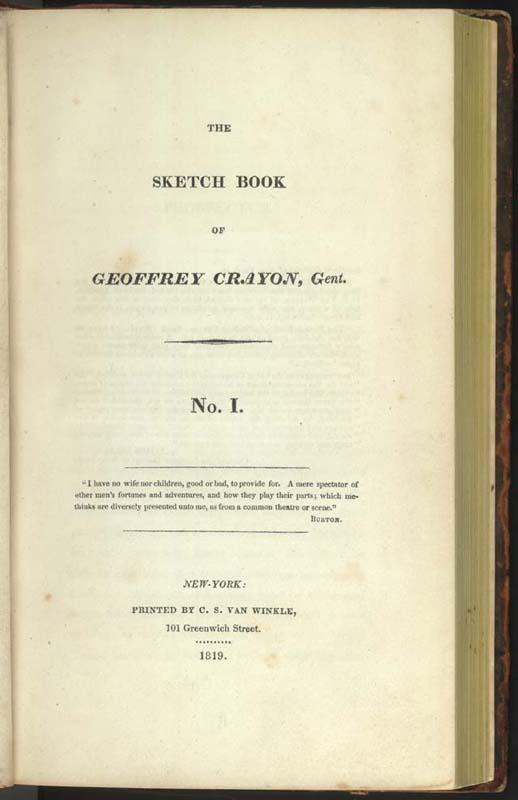
Titelseite der 1819 in New York erschienenen ersten Nummer des Sketch Book

Irving verfasste das Skizzenbuch 1818–1819 in England. 1815 war er nach Liverpool gekommen, um seinem Bruder bei der Leitung der englischen Filiale des Irvingschen Familienunternehmens zur Hand zu gehen, doch konnte er den Niedergang und schließlich den Bankrott des Unternehmens im Jahr 1818 nicht abwenden. Nach diesen ernüchternden Jahren sah sich Irving in einem fremden Land auf sich selbst gestellt und fasste den Entschluss, die Literatur zum Broterwerb zu machen. Die Texte des Sketch Book erschienen in Amerika zuerst über einen Zeitraum von rund anderthalb Jahren in sieben Einzelheften mit je drei oder vier Skizzen je Nummer. In Buchform gesammelt erschienen sie in zwei Bänden 1820 zuerst in London bei Murray’s, dem seinerzeit wohl renommiertesten englischen Literaturverlag, und nur kurz darauf in New York; Irving wollte so Verluste durch englische Raubdrucke minimieren.
1848 überarbeitete Irving das Skizzenbuch für eine neuerliche Auflage seines Verlegers George Palmer Putnam, änderte insbesondere die Reihenfolge der Skizzen und erweiterte das Buch um zwei neue Essays, A Sunday in London und London Antiques. Auf dieser Author’s Revised Edition basieren die meisten modernen Ausgaben des Skizzenbuchs.

## Ausgaben
Die maßgebliche moderne Ausgabe ist:
- Washington Irving: The Sketch Book of Geoffrey Crayon, Gent. Hrsg.: Haskell Springer (= Henry A. Pochmann, Herbert L. Kleinfield, Richard D. Rust [Hrsg.]: The Complete Works of Washington Irving. 30 Bände. Band 8). University of Wisconsin Press, Twayne, Boston 1978 (englisch, die Reihe erschien 1969–1986).

Digitalisate
- The Sketch Book of Geoffrey Crayon, Gent. Authors’s Revised Edition. G. P. Putnam’s Sons, New York 1858. (Digitalisat des Internet Archive)
- Wikisource: The Sketchbook of Geoffrey Crayon – Quellen und Volltexte (englisch)

Übersetzungen
- David Sauerländer: Gottfried Crayon’s Skizzenbuch (Frankfurt am Main 1846) im Projekt Gutenberg-DE

Printausgaben in Deutsch
- Washington Irving: Skizzenbuch. Übersetzt von Karl Theodor Gaedertz (= Reclams Universal-Bibliothek. Nr. 1031/1034). Philipp Reclam, Leipzig 1926, DNB 580300439 (Erstausgabe:  1877).

- Washington Irving: Skizzenbuch. Von Karl Brunner durchgesehene Übersetzung (nach Gaedertz) (= Britisch-Amerikanische Bibliothek. 2. Abteilung: Übersetzungen). Österreichischer Verlag für Belletristik und Wissenschaft ÖVBW, 1947, ZDB-ID 2430585-6 (Mit Biographie und Anmerkungen des Herausgebers).

- Washington Irving: Skizzenbuch. Übersetzt von Karl Theodor Gaedertz. Überarbeitet von Barbara Neubauer (= Reclams Universal-Bibliothek. Nr. 1031/34). Philipp Reclam, Leipzig 1959, DNB 363890343 (Erstausgabe:  1945, Mit einem Nachwort von Karl-Heinz Schönfelder. Anmerkungen von Barbara Neubauer.).

- Washington Irving: Das Skizzenbuch. Unter Benutzung älterer Übersetzungen übertragen und mit einem Nachwort versehen von Siegfried Schmitz (= Die Fundgrube. Band 35). Winkler, München 1968, DNB 457077646.

## Sekundärliteratur
- Jane D. Eberwein: Transatlantic Contrasts in Irving’s Sketch Book. In: College Literature 15:2, 1988. S. 153–70.
- Simone Hagenmeyer: Washington Irving und der periodical essay des 18. Jahrhunderts. The Letters of Jonathan Oldstyle, Salmagundi und The Sketch Book of Geoffrey Crayon als abweichende Antworten auf britische Schreibgewohnheiten. Cuvillier, Göttingen 2000.  ISBN 3-89712-997-3
- Matthew Pethers: Transatlantic Migration and the Politics of the Picturesque in Washington Irving’s Sketch Book. In: Symbiosis 9:2, 2005. S. 135–58.
- Henry A. Pochmann: Irving’s German Sources in „The Sketch Book“. In: Studies in Philology 27:3, 1930. S. 477–507.
- Jeffrey Rubin-Dorsky: Washington Irving: Sketches of Anxiety. In: American Literature 58:4, 1986, S. 499–522.
- Jeffrey Rubin-Dorsky: The Value of Storytelling: “Rip Van Winkle” and “The Legend of Sleepy Hollow” in the Context of “The Sketch Book”. In: Modern Philology 82:4, 1985, S. 393–406.
- Mary Ann Snyder-Korber: Building the Better Book: Conversation, Complication, and the Constitution of the Medium in The Sketch-Book of Geoffrey Crayon, Gent. In: Frank Kelleter und Daniel Stein (Hrsg.): American Studies as Media Studies. Winter, Heidelberg 2008. S. 27–37.